# Cool as Ice
 (décembre 2023).
Pour plus de détails, voir Fiche technique et Distribution.
Cool as Ice est un film américain réalisé par David Kellogg, sorti en 1991.

## Fiche technique
- Titre original et français : Cool as Ice
- Réalisation : David Kellogg
- Scénario : David Stenn
- Photographie : Janusz Kamiński
- Montage : Debra Goldfield
- Musique : Stanley Clarke
- Production : Carolyn Pfeiffer et Lionel Wigram
- Pays d'origine : États-Unis
- Format : Couleurs - 1,85:1 - Mono
- Genre : Comédie dramatique, romance et film musical
- Durée : 91 minutes
- Date de sortie : 1991

## Distribution
- Vanilla Ice : John « Johnny » Van Owen
- Kristin Minter : Kathy Winslow
- Michael Gross : Gordon Winslow/Hackett...James Anthony Hackett Jimmy
- Deezer D : Jazz
- John Haymes Newton : Nick
- Candy Clark : Grace Winslow
- Victor DiMattia : Tommy Winslow
- Naomi Campbell : le chanteur
- Kathryn Morris : Jen
- Jack McGee : Clarke
- S.A. Griffin : Morrisey
- Sydney Lassick : Roscoe
- Dody Goodman : Mae
- Bobbie Brown : Monique
- Allison Dean : la princesse

## Distinctions
- 6 nominations au Razzie Awards en 1992 :
  - pire film
  - pire acteur (Vanilla Ice)
  - pire réalisateur (David Kellogg)
  - pire scénario (David Stenn)
  - pire révélation (Kristin Minter)
  - pire chanson originale (Vanilla Ice, Gail King et Princessa)
- ainsi qu'une récompense :
  - pire révélation (Vanilla Ice)